# 乌万-乌维尼厄勒
乌万-乌维尼厄勒（法語：Houvin-Houvigneul，法語發音：[uvɛ̃ uviɲœl]）是法国上法蘭西大區加来海峡省的一个市镇，属于阿拉斯区。该市镇于1856年由原市镇乌万（Houvin）和乌维尼厄勒（Houvigneul）合并而成。

## 地理
乌万-乌维尼厄勒（50°17'53"N, 2°23'4"E）面积8.66 平方千米，位于法国上法蘭西大區加来海峡省，该省份为法国北部沿海省份，西北濒北海，南至索姆省，东临北部省。
与乌万-乌维尼厄勒接壤的市镇（或旧市镇、城区）包括：蒙昂泰尔努瓦、康什河畔马尼库尔、蒙绍莱弗雷旺、康什河畔勒布勒沃、勒布勒维耶特、锡比维尔、卡内特蒙、埃斯特雷瓦曼。

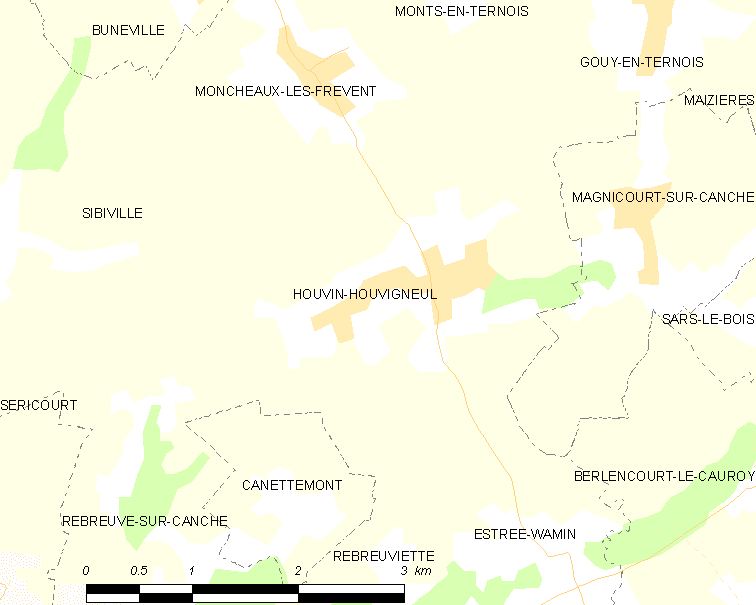
乌万-乌维尼厄勒的OSM定位图

乌万-乌维尼厄勒的时区为UTC+01:00、UTC+02:00（夏令时）。

## 行政
乌万-乌维尼厄勒的邮政编码为62270，INSEE市镇编码为62459。

## 政治
乌万-乌维尼厄勒所属的省级选区为阿韦讷勒孔特县。

## 人口

1962-2008年间乌万-乌维尼厄勒人口变化图示

乌万-乌维尼厄勒于2022年1月1日时的人口数量为244人。